# Clyster rectus
Clyster rectus är en skalbaggsart som beskrevs av Roger Paul Dechambre 2002. Clyster rectus ingår i släktet Clyster och familjen Dynastidae. Inga underarter finns listade i Catalogue of Life.